# Radulomyces tantalusensis
Radulomyces tantalusensis är en svampart som beskrevs av Gilb. & Nakasone 2003. Radulomyces tantalusensis ingår i släktet Radulomyces och familjen mattsvampar.   Inga underarter finns listade i Catalogue of Life.